# Thusis
Thusis (en romanche Tusàn o Tusaun, en italiano Tossana) es una comuna suiza del cantón de los Grisones, situada en la región de Viamala. Limita al norte con las comunas de Cazis y Fürstenau, al este con Sils im Domleschg, al sur con Rongellen y Lohn, y al oeste con Urmein y Masein.